# Млелювеем
Млелювеем (Мле́льын, Млелин) — река на Дальнем Востоке России. Протекает по территории Чаунского района Чукотского автономного округа.

## Гидроним
Название в переводе с чук. Млельывээм — «расколовшаяся река». Это связано с тем, что когда-то на реке во время кочёвки провалился под лёд чукотский караван с тяжело гружёнными нартами.

## Гидрография
Берёт истоки в центральной части Ичувеемского хребта, впадает в Чаунскую губу Восточно-Сибирского моря. Река протекает по обширной сильно заболоченной низменности со средней скоростью течения 1,5 м/с, устье по большей части отделено от моря косой Млельын.
Длина реки составляет 133 км, площадь бассейна — 2710 км².
Притоки (от устья): Лёотайпыяваам, Песчаниковый, Йынройгыннайваам, Пыркакайваам, Онпэннойнын, Ветвистый, Виркэнъев, Янрапылляваам, Сенной, Медвежий, Майнгы-Поннэльвэгыргын, Шумный, Умкарынет, Ясный, Веер, Зелёный, Дуплет, Кончик, Ветвистый, Светлый, Бурый, Реперный, Зорька, Утро, Ночёвка.

## Хозяйственное использование
В среднем течении находится заброшенный посёлок горняков Южный. Через реку проходит ледовая переправа автозимника Певек — Билибино. В бассейне Млелювеема имеются месторождения олова и россыпного золота. В водах реки ведётся промысел лососёвых.